# Samsung Internet
Samsung Internet Browser (o simplement Samsung Internet o S Browser) és un navegador web mòbil per a telèfons intel·ligents i tauletes desenvolupat per Samsung Electronics. Es basa en el projecte Chromium de codi obert. Està preinstal·lat en dispositius Samsung Galaxy. Des de 2015, ha estat disponible per a baixar des de Google Play, i recentment també està disponible per al seu rellotge intel·ligent basat en Tizen a través de Samsung Galaxy Store. Samsung va estimar que tenia al voltant de 400 milions d'usuaris actius mensuals el 2016. Segons StatCounter, tenia una quota de mercat al voltant del 4,98% (entre el 53,26% per a totes les variants de Chrome) al voltant de maig de 2018.
La majoria de les diferències de codi amb el codi base estàndard de Chromium es van introduir per admetre maquinari específic de Samsung, com Gear VR i sensors biomètrics.

## Història
Samsung Internet va reemplaçar el navegador estàndard d'Android com a predeterminat als dispositius Samsung Galaxy el 2012. A principis del 2013, es va decidir basar el navegador a Chromium, i la primera versió basada en Chromium es va enviar amb un model S4 més tard aquell any.
| Versió            | Versió Chromium         | Data de llançament                                | Notes |
| ----------------- | ----------------------- | ------------------------------------------------- | --- |
| Versió 4          | Chromium (navegador) 44 | Principis del 2016                                | mode secret, targetes de contingut, un vídeo flotant, una funció d'historial de vídeo, web push, treballadors de servei, pestanyes personalitzades i una extensió de bloqueig de contingut. |
| Versió 5          | Chromium 51             | 16 de desembre de 2016                            | pagament web i un assistent de vídeo millorat. |
| Versió 5.4        | Chromium 51             | Beta: març de 2017, Estable: maig de 2017         | navegació de pestanyes amb un gest de lliscar, un menú ràpid, una pàgina de navegació millorada (només a la Xina) i una IU d'estat del bloquejador de contingut (al menú). |
| Versió 6.2        | Chromium 56             | 30 d'octubre del 2017                             | mode d'alt contrast i mode nocturn. |
| Versió 6.4        | Chromium 56             | 19 de febrer de 2018                              | administrador de descàrregues i Bluetooth web habilitat per defecte. |
| Versió 7.2        | Chromium 59             | 7 de juny de 2018                                 | WebGL2, Intersection Observer, Web Assembly i navegació protegida. |
| Versió 7.4        | Chromium 59             | 19 d'agost del 2018                               | Autenticació amb Intelligent Scan, una manera de lectura personalitzada i millores en l'historial de descàrregues. |
| Versió 8.2        | Chromium 63             | 21 de desembre de 2018                            | Administrador de descàrregues millorat, mode de lectura millorat, correcció d'errors i estabilització, i sincronització d'accés ràpid mitjançant Smart Switch. |
| Versió 9.2        | Chromium 67             | 2 d'abril del 2019                                | va eliminar l'extensió d'"assistent de vídeo" que es va afegir en versions anteriors com un "menú ràpid", afegint una icona d'aplicació redissenyada, una interfície d'usuari redissenyada i el seu respectiu maneig amb una sola mà, Smart Anti-Tracking, una opció per activar Desar totes les imatges, així com correcció d'errors i estabilització.                                                                    |
| Versió 9.2.10.15  | Chromium 67             | 19 de maig de 2019                                | una funció de cerca de +10 i -10 segons per a vídeos web de YouTube, ús optimitzat de RAM i corregit dos errors que afectaven el mode fosc i l'inici de sessió automàtic d'Iris en el mode DeX. |
| Versió 9.4        | Chromium 67             | 22 de juliol de 2019                              | un lector de codi QR, un administrador de pestanyes per a dispositius de tauleta, un administrador de notificacions per a empentes web, navegació de l'historial a cada pestanya, control de reproducció automàtica de vídeo, una funció de canvi de nom mentre es fa "afegir a la pantalla d'inici" i una funció de pausa / reprendre per "Guardar totes les imatges", a més de la correcció d'errors i l'estabilització. |
| Versió 10.1.00.27 | Chromium 71             | 8 de setembre de 2019                             | Sincronització de dades d'accés ràpid i una interfície d'usuari encara més refinada, que inclou correcció d'errors i estabilització. |
| Versió 10.1.01.3  | Chromium 71             | 3 d'octubre del 2019                              | Es van corregir errors que afectaven la duplicació a Marcadors, Historial i Pàgines guardades per a idiomes de dreta a esquerra i es va refinar novament la interfície d'usuari. |
| Versió 10.2.00.53 | Chromium 71             | 24 de novembre de 2019                            | Assistent de vídeo, una icona de Contacti'ns, una funció que permet quines aplicacions usen Samsung Internet, un menú personalitzable, un administrador de pestanyes renovat, una interfície d'usuari novament refinada, un mode d'alt contrast millorat i correcció d'errors i estabilitzacions. |
| Versió 10.2.01.10 | Chromium 71             | 14 de gener de 2020                               | un vídeo opcional Picture-In-Picture, habilitat per a empremtes digitals Fàcil inici de sessió en el mode independent Samsung DeX, una captura de desplaçament millorada i corregeix falles causades per certes condicions. |
| Versió 11.1.1.52  | Chromium 75             | 25 de febrer de 2020                              | Extensions del navegador (que requereixen Android Marshmallow o posterior i un compte de Galaxy Store), un botó i una interfície d'usuari per anar al principi redissenyats, accés ràpid, correcció derrors i estabilització, i millora del rendiment. |
| Versió 12.0.1.47  | Chromium 79             | 19 de juny de 2020                                | Obriu enllaços en mode secret des del menú contextual, més aplicacions d'administració de contrasenyes poden autocompletar ID i contrasenyes, i millores d'estabilitat i seguretat. |
| Versió 13.0.1.64  | Chromium 83             | 19 de novembre de 2020                            | Amagar l'opció de barra d'estat per a Infinity Display, Protecció intel·ligent millorada, Suport addicional de gestos a Video Assistant |
| Versió 14.0.1.62  | Chromium 87             | Beta: març de 2021, Estable: 17 d'abril del 2021  | Panell de control de seguretat per a privadesa millorada, aplicar la configuració de font del dispositiu a les pàgines web (en Labs), Anti-Tracking intel·ligent millorat (v3.0) |
| Versió 15.0.2.47  | Chromium 90             | Beta: juliol de 2021 Estable: 28 d'agost del 2021 | Presenta Smart Protection, una tecnologia per protegir els usuaris contra les empremtes dactilars. Cerca ràpida i Navegació ràpida per facilitar la cerca d'informació des de la pantalla inicial. |

## Suport
L'última versió (v6.2) de Samsung Internet és compatible amb tots els telèfons amb Android 5.0 i superior.
Anteriorment, (v5.0) Samsung Internet només era compatible amb els telèfons Samsung Galaxy i Google Nexus amb Android 5.0 i superior.

## Característiques
- Extensions de bloqueig de contingut[28]
- Integració de Gear VR i DeX[29]
- Suport de KNOX
- Navegació de pestanyes amb fins a 50 pestanyes, on en obrir la pestanya 51 es tanca la pestanya més primerenca.[30]
- Sincronització de marcadors i bloqueig
- Mode de lectura
- Pàgines guardades
- “Mode secret” i autenticació biomètrica[31] (No disponible en dispositius activats per Knox, que es desactiva mitjançant el maquinari eFuse en desbloquejar el carregador d'arrencada[32])
- Inici de sessió automàtic segur a la web
- Funcions SPen
- Trobar a les pàgines
- Suport per a treballadors de servei i Push API
- Mode fosc
- Menú Personalitzar
- Assistent de vídeo
- Escàner de codi QR
- Anti seguiment intel·ligent